# Kyōtamba
Kyōtamba (京丹波町?) è una cittadina giapponese della prefettura di Kyōto.